# Instituut voor Doven

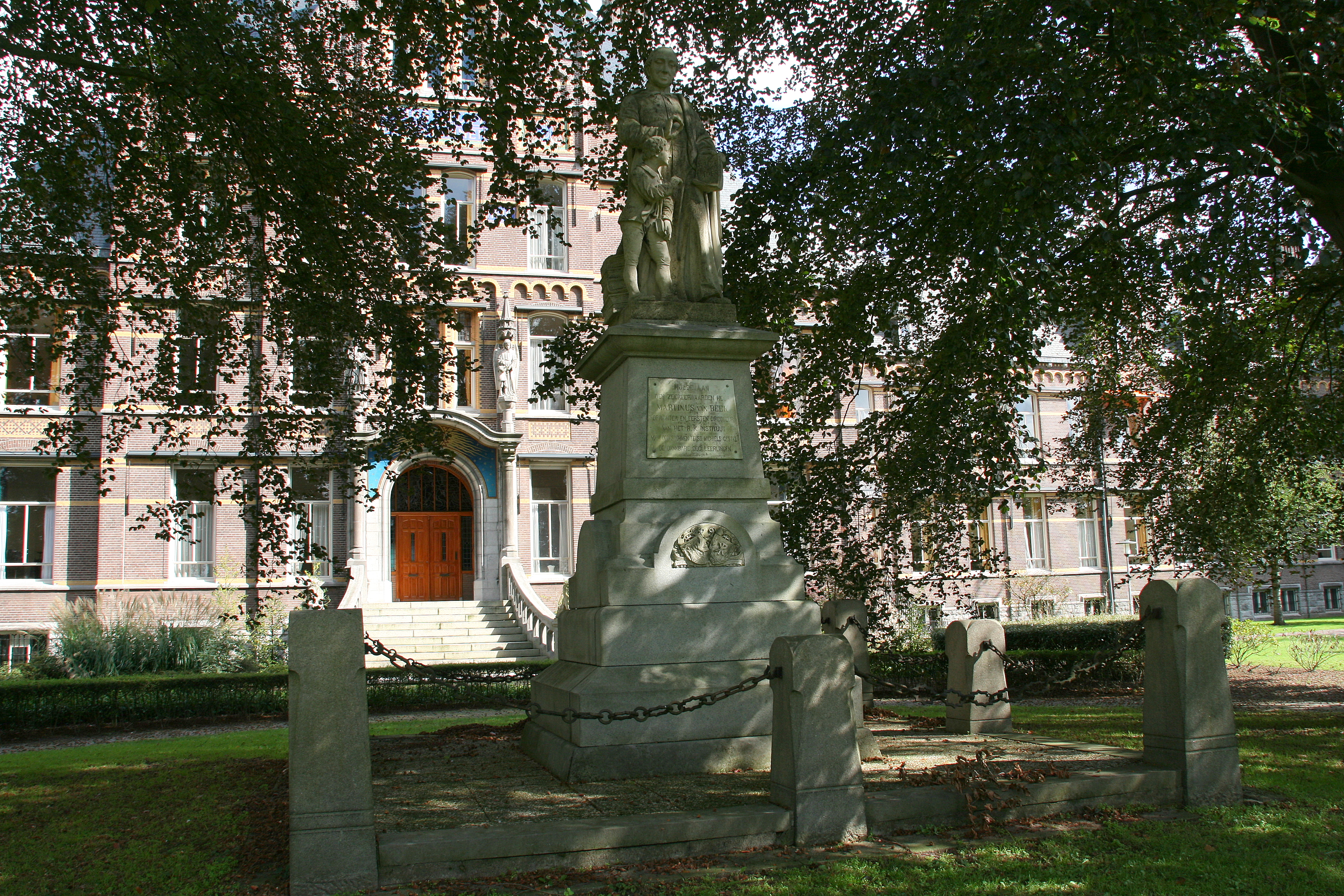
Het instituut met het standbeeld van Martinus van Beek

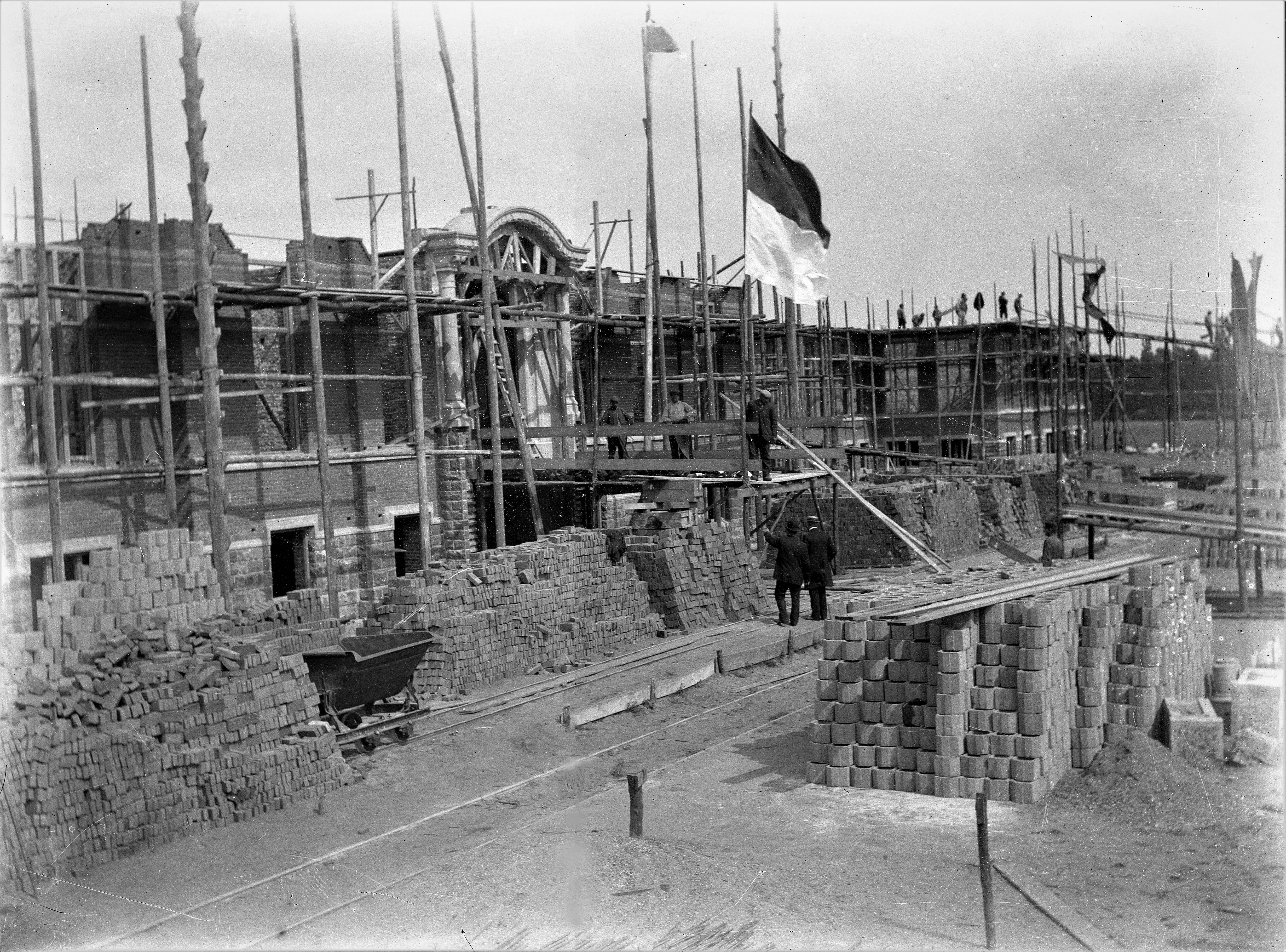
Glasplaatnegatieven van rond 1908-1910, bouw Instituut voor Doven in Sint Michielsgestel

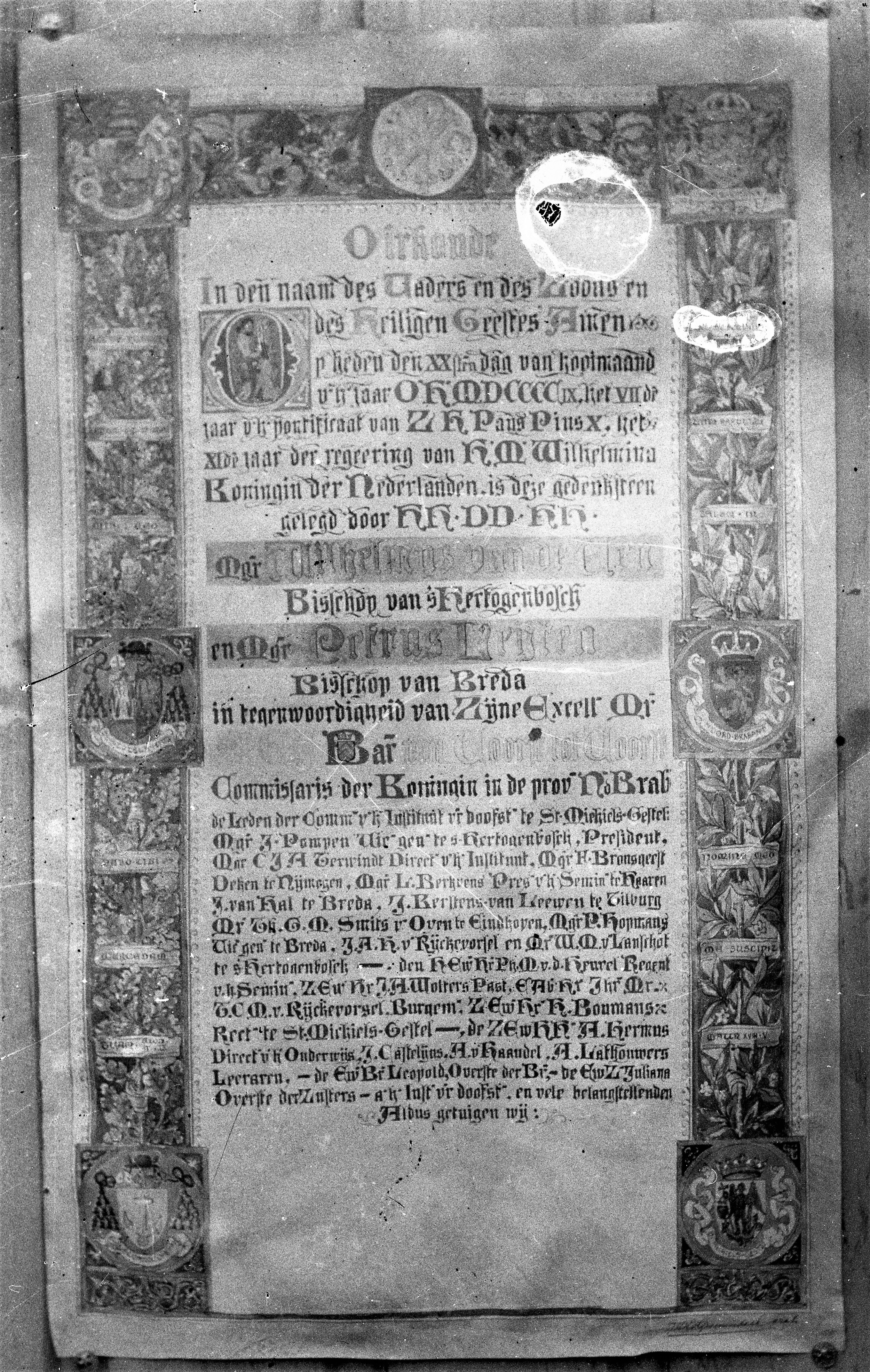
Glasplaatnegatieven van rond 1908-1910,foto van oorkonde bij bouw Instituut voor Doven in Sint Michielsgestel

Het Instituut voor Doven (IvD) was een Nederlandse zorginstelling en onderwijsinstelling voor doven, slechthorenden en doofblinden, in 1840 opgericht door de priester Martinus van Beek en de Zusters van de Choorstraat. Martinus van Beek gaf vanaf 1828 godsdienstlessen aan een viertal Gemertse doven door middel van gebarentaal, schrift en handalfabet. De drijfveer hiertoe was het bijbrengen van katholieke geloofsovertuiging, aangezien anders de analfabete doven nooit kennis zouden nemen van geschriften als de Bijbel. In 1844 werd ook de Hostiebakkerij St. Michael gestart waar horenden en slechthorenden naast elkaar werkten bij de bereiding en verkoop van hosties aan katholieke instellingen.
De betreffende geestelijken behoorden tot de eersten die communicatiemiddelen ontwikkelden en toepasten. In 1855 werd de spreekmethode (spraakafzien) ingevoerd en omstreeks 1900 verdween de gebarentaal geheel van de dovenschool, waarmee deze school een van de laatste was in Nederland. Het instituut onderwees het zogenaamde Van Beek-gebarensysteem, dat heden ten dage nog steeds gebruikt wordt op het instituut, namelijk door doven met een verstandelijke beperking. Een paar tolken, wier dove ouders nog onderwijs kregen met dit gebarensysteem, beheersen dit systeem nog. 
In 2020 heeft zich nog iemand gemeld die ook nog het gebarensysteem beheerst, vroegdove vader en slechthorende moeder, waren er tussen 1930-1944 en 1934-1945.
Na de overstap op het oralisme als modus van communicatie, werd het gebruik van gebarentaal en gebaren actief ontmoedigd en gestraft in de klas. Dit gebeurde zowel psychologisch (middels publieke lijsten met leerlingen die het meeste gebaren hadden gemaakt) als lijfelijk, middels het vastbinden van handen en het herhaaldelijk slaan op de vingers met een liniaal na incidenteel gebruik van gebaren. De kwaliteit van het onderwijs daalde na deze overstap, doordat er relatief veel tijd in spraakonderwijs gestoken werd en dit ten koste ging van de andere vakken, algemene en taalontwikkeling. Professor Ben Tervoort kreeg in 1964 op dit punt een conflict met Instituut voor Doven. Vanaf midden jaren 90 begon het instituut voor doven de inzichten en standpunten van Ben Tervoort, die zijn tijd ver vooruit was, over te nemen. Viataal nam twee van zijn promovendi in het bestuur op.
Na de oprichting van het instituut (met medewerking van de bisschoppen van 's-Hertogenbosch en Breda) werd het verplaatst naar de verlaten gebouwen van het grootseminarie Herlaer in het voormalig kasteel Nieuw-Herlaar, bij Sint Michielsgestel. In 1840 werd tevens aan pastoor Heeren, die vanaf het begin tot aan zijn dood bestuurslid van het Instituut was, om zusters gevraagd voor het Instituut voor Doofstommen. De Zusters van de Choorstraat vestigden zich op 15 september 1840 in Sint Michielsgestel. In 1845 kwamen de Broeders van Maastricht voor het onderwijs aan de jongens.
In 1908 vond de eerstesteenlegging plaats van het kolossale neogotische pand aan de Theerestraat te Sint-Michielsgestel, naar een ontwerp van Hubert van Groenendael. In 1910 werd dit complex in gebruik genomen en werd het kasteel verlaten. Op 31 oktober 1990 vertrokken de twee laatste zusters uit het Instituut.
In 1912 kwam er een speciale klas voor dove kleuters, aangezien het inzicht was gegroeid dat in een zo vroeg mogelijk stadium met het onderwijs moest worden begonnen. In de jaren 40 van de 20e eeuw werd ook de geluidsmethode ingevoerd, waarbij muziek en dans centraal stonden. Zo werd de gevoelswereld van het kind ontwikkeld. In de jaren 50 dan werd ook aandacht aan de voorzorg besteed, waarbij ouders en kind getraind werden, en in de jaren 60 van de 20e eeuw kwam er meer differentiatie naargelang de mogelijkheden van de kinderen. Zo kwam er in 1962 een speciale school voor doofblinde kinderen. In 1965 kwam er ambulante begeleiding voor kinderen die naar het regulier onderwijs doorstroomden. Nog later weer werd een combinatie van verschillende methoden, waaronder opnieuw ook gebarentaal, aangeboden.
Het Instituut voor Doven fuseerde in 1998 met de Nijmeegse Mgr. Terwindtstichting onder de naam IvD/MTW en ging in 2003 verder als Viataal, een bedrijf dat zijn hoofdzetel had op het terrein van het voormalige IvD. In 2009 fuseerde het met KEGG en Sint Marie tot Kentalis.
Het instituut was een van de laatste onderwijsinstellingen in Nederland die van de orale onderwijsmethode afstapten.
In 2002 werd langlopend seksueel misbruik onder leerlingen ontdekt op het instituut. Er verscheen omstreeks deze tijd ook een boek van een oud-leerling over zijn ervaringen met seksueel misbruik op het IvD.